# Panský dům
Panský dům nebo také Vznešený dům (anglicky: Noble House) je román Jamese Clavella z roku 1981, jehož děj se odehrává v Hongkongu roku 1963. Je součástí cyklu Asijská sága – šesti románů z prostředí Asie od Jamese Clavella.
Jedná se o velmi obsáhlý román o více než 1200 stránkách, s desítkami postav a mnoha prolínajícími se dějovými liniemi. V roce 1988 byla podle knihy natočena stejnojmenná televizní minisérie s Piercem Brosnanem v hlavní roli.
Panský dům je také přezdívka firmy Struan's, obchodní společnosti, která hraje ústřední roli ve většině románů Asijské ságy.

## Děj
V roce 1963 se tchaj-pan Ian Dunross pokouší zachránit rodinnou firmu (Struan's) z obtížné finanční situace, v které ji zanechal jeho předchůdce. Proto se snaží uzavřít partnerství s americkým milionářem a zároveň se brání Quillanu Gorntovi, který chce konečně zničit Struan's. Mezitím čínští komunisté, tchajwanští nacionalisté a sovětští špióni usilují o získání vlivu v Hongkongu, a britská vláda se jim v tom snaží zabránit. A jak se zdá, nikdo nemůže ničeho dosáhnout, aniž by se neobrátil o pomoc k místnímu podsvětí.

## Poznámka
Hlavním rozdílem mezi románem a televizním zpracováním je posun děje do konce 80. let 20. století.